# Mujur (Kroya)
Mujur is een bestuurslaag in het regentschap Cilacap van de provincie Midden-Java, Indonesië. Mujur telt 6588 inwoners (volkstelling 2010).